# Čcheng Sün-čao
Čcheng Sün-čao (čínsky pchin-jinem Chéng Xùnzhāo, znaky zjednodušené 程训钊, tradiční 程訓釗, * 9. února 1991 v Sü-čou, Čína) je čínský zápasník– judista, bronzový olympijský medailista z roku 2016.

## Sportovní kariéra
S judem začínal ve 14 letech na střední škole v rodném Sü-čou. Na mezinárodní scéně se objevuje pravidelně od roku 2014 ve střední váze. Pod vedením zkušeného korejského trenéra Čong Huna se kvalfikoval na olympijské hry v Riu, kde způsobil jeden z největších senzací judistických soutěží. Od prvního kola musel čelit náročnému losu, kterého se nezalekl. V úvodním kole poslal během první minuty zápasu na ippon Iliase Iliadise z Řecka, v dalším kole s ním na tatami nevydržel ani minutu Maďar Krisztián Tóth a ve čtvrtfinále si stejně rychle poradil se Švédem Marcusem Nymanem. Jeho zbraní byla technika o-soto-gari prováděná vlevo. V semifinále však touto technikou na Japonce Mašú Bejkra nevyzrál, ale v poslední minutě ho měl na lopatkách. Vedl na šido jen závěr zápasu psychicky neustál a podlehl Bejkrově finálnímu tlaku na ippon. Zápas o třetí místo měl proti Mongolu Otgonbátarovi pod kontrolou a vítězstvím na juko za nespecikovaný kontrachvat získal bronzovou olympijskou medaili.

### Vítězství
- 2012 – 1× světový pohár (Čching-tao)

## Výsledky
| Turnaj            | 2014         | 2015         | 2016         |  |
| Turnaj            | 23           | 24           | 25           |  |
| Turnaj            | střední váha | střední váha | střední váha |  |
| ----------------- | ------------ | ------------ | ------------ |  |
| Olympijské hry    |              |              | 3.           |  |
| Mistrovství světa | úč.          | úč.          |              |  |
| Asijské hry       | 7.           |              |              |  |
| Mistrovství Asie  |              | 5.           | 3.           |  |